# Turdina muntanyenca
La turdina muntanyenca (Gypsophila crassa) és un ocell de la família dels pel·lorneids (Pellorneidae).

## Hàbitat i distribució
Habita boscos, bambú, zones amb roques i de ribera, a les muntanyes del nord de Borneo.